# جيك أوبراين (مقاتل)
جيك أوبراين (بالإنجليزية: Jake O'Brien) هو فنان قتال مختلط أمريكي، ولد في 25 سبتمبر 1984 في إنديانابوليس في الولايات المتحدة.

## وصلات خارجية
- جيك أوبراين على موقع يو إف سي (الإنجليزية)
- جيك أوبراين على موقع شيردوغ (الإنجليزية)